# Cagliari
Cagliari (IPA: [ˈkaʎʎari] ⓘ; lateinisch Caralis; sardisch Casteddu [kasˈteɖɖu]) ist die größte Stadt Sardiniens, Hauptstadt der autonomen italienischen Region Sardinien sowie Hauptstadt der Metropolitanstadt Cagliari. Die Stadt selbst hat 147.411 Einwohner (Stand 31. Dezember 2023), die Agglomeration zählt etwa 470.000. Die Hafenstadt im Süden der Insel, am Ufer des Golfes von Cagliari, verfügt über eine Universität sowie die Pontificia facoltà teologica della Sardegna und ist Sitz des Erzbistums Cagliari.
Die Altstadt von Cagliari wird Castello genannt und befindet sich auf einer Hügelspitze, von der aus der gesamte Golf von Cagliari überblickt werden kann.

## Geschichte

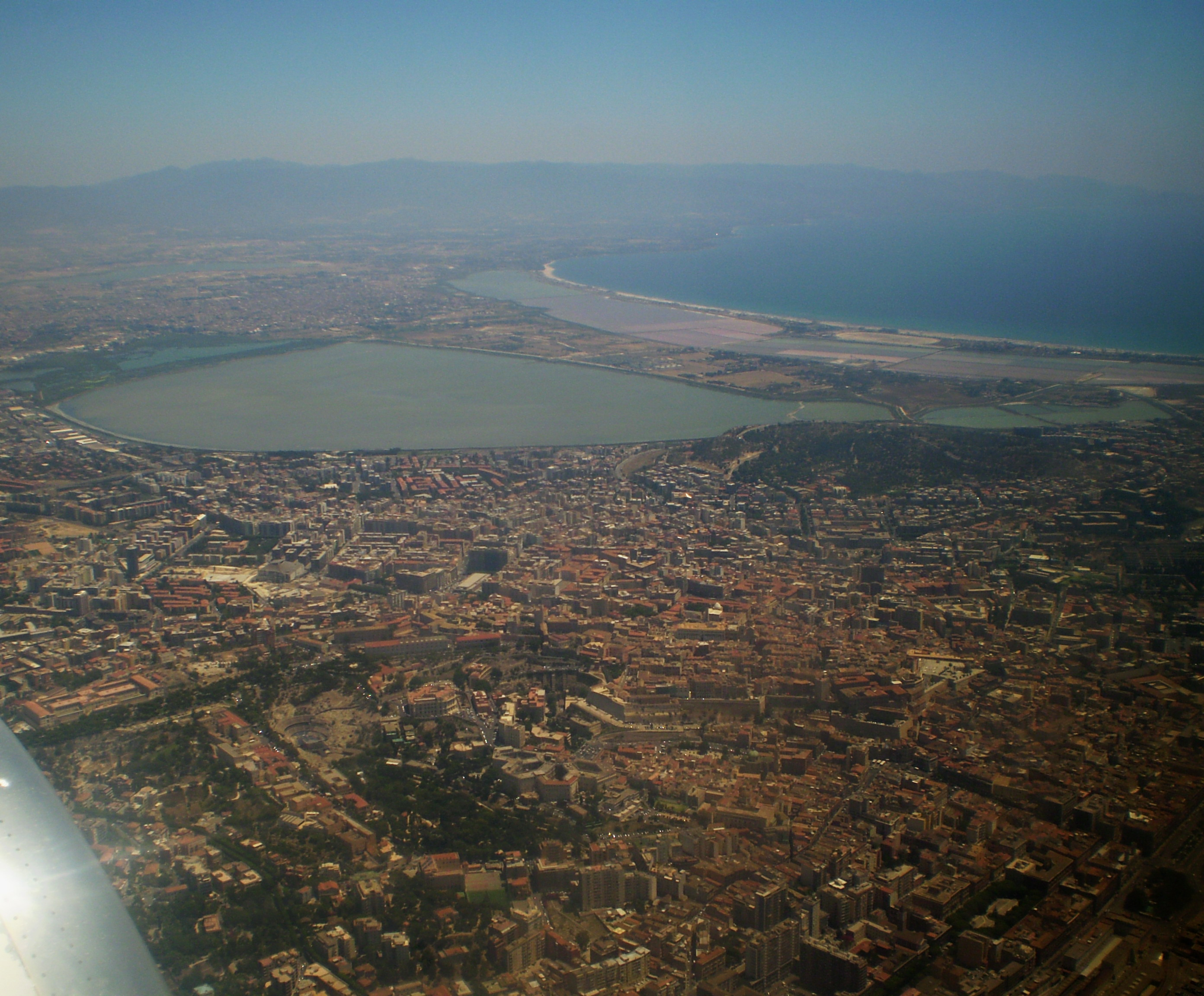
Luftbild von Cagliari

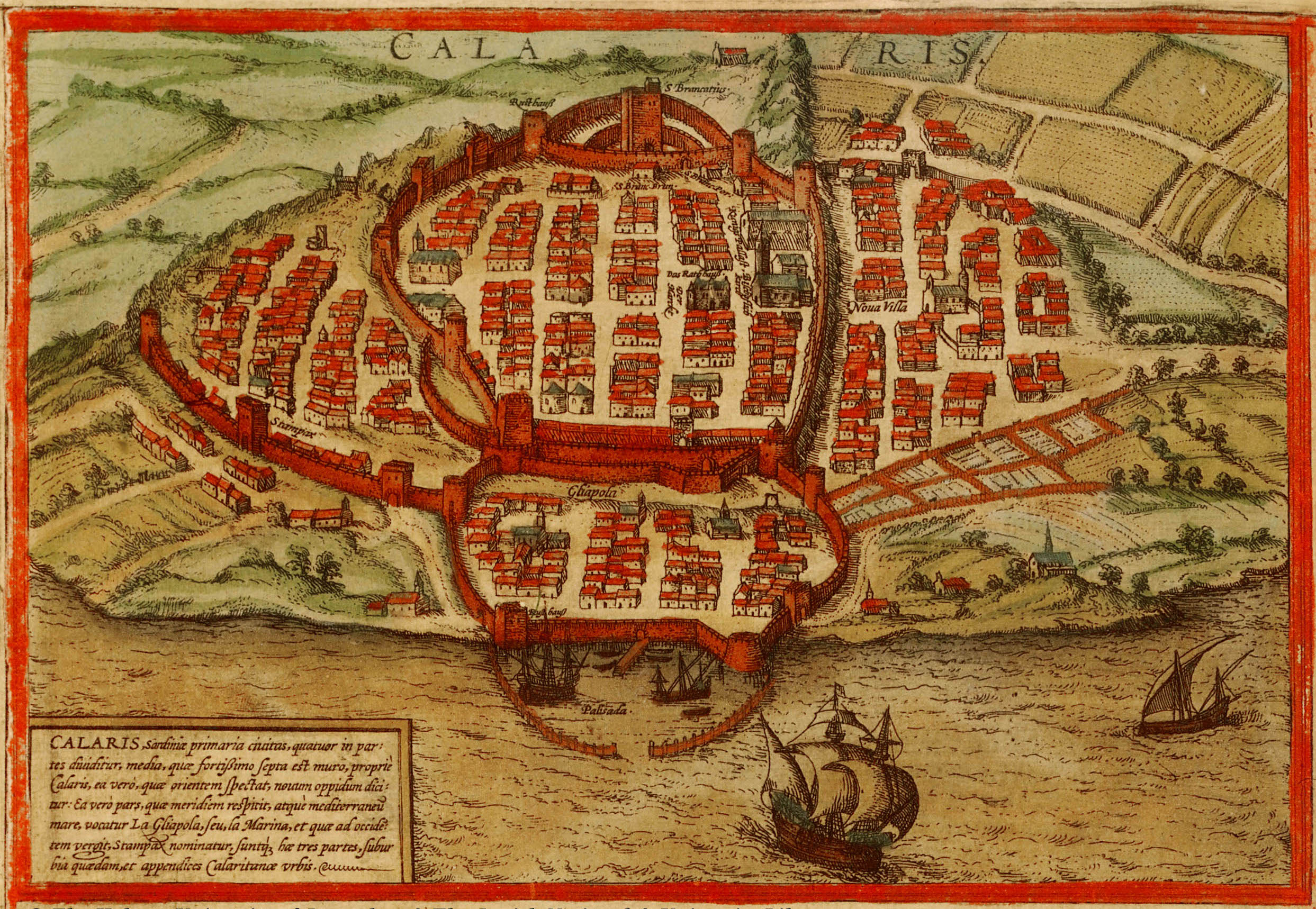
Cagliari in einer Abbildung von 1572

Karalis oder Karales war eine phönizische Kolonie, die später zum Karthagischen Reich gehörte und infolge des Ersten Punischen Krieges unter die Herrschaft der Römer geriet (lat. Caralis). Im Zweiten Punischen Krieg war die Stadt Sitz eines Praetors und wichtigster römischer Flottenstützpunkt auf Sardinien. Später erhielten die Einwohner das römische Bürgerrecht. Im 4. Jahrhundert war die Stadt Bischofssitz von Lucifer von Calaris. Mit dem Niedergang des Weströmischen Reiches fiel Cagliari wohl um 455/460 in die Hand der Vandalen. Nachdem die Byzantiner diese besiegt hatten, okkupierten sie 534 auch Sardinien für das Byzantinische Reich.
Im Zuge des Ermattens der byzantinischen Herrschaft über die Insel im 9. Jahrhundert, bildeten sich zunächst fünf Sardische Judikate (wörtlich Richtertümer) heraus. Das Judikat von Cagliari annektierte alsbald dasjenige von Agugliastra, womit die Insel über Jahrhunderte in jene vier Judikate eingeteilt war, die auch ihr Wappen verdeutlicht. In dieser Phase der Unabhängigkeit Sardiniens wurde die Stadt allerdings von ihren Bürgern verlassen, da die phönizisch-römische Stadt, direkt am Meer gelegen, mehrfach von maurischen Seeräubern überfallen wurde. Die neue Stadt namens Santa Igia gründeten sie weiter westlich im Binnenland.
Mit dem Erstarken der italienischen Seerepubliken konkurrierten Pisa und Genua um die Oberhoheit über Sardinien. Pisa brachte Cagliari unter seine Herrschaft.
Im 14. Jahrhundert kam das pisanische Gebiet Sardiniens durch die Krone Aragon über Pisa in dessen Besitz und damit durch den Vertrag von Tordesillas bis ins 17. Jahrhundert unter spanische Verwaltung.
Nachdem das Königreich Sardinien für kurze Zeit von den spanischen an die österreichischen Habsburger gegangen war, kam es 1718 an das Haus Savoyen, das das Königreich Sardinien-Piemont etablierte. Damit gehört es seit 1861 zu Italien.

### Wappen
Beschreibung: Das Wappen ist geviert mit rotem Feld oben vorn und unten hinten mit silbernem durchgehenden Kreuz und in den anderen Feldern in Blau mit Wellenschildfuß auf dem eine dreitürmige silberne Burg steht. Über den Schild eine goldene beblätterte Perlenkrone und auf grünem Boden stehen zu den Seiten zwei hautfarbene männliche Schildhalter mit grünem Kopfkranz und blauen Fischgeschwänzt. Der Rechte bläst in ein Schneckenhaus.

## Sehenswürdigkeiten

### Dom

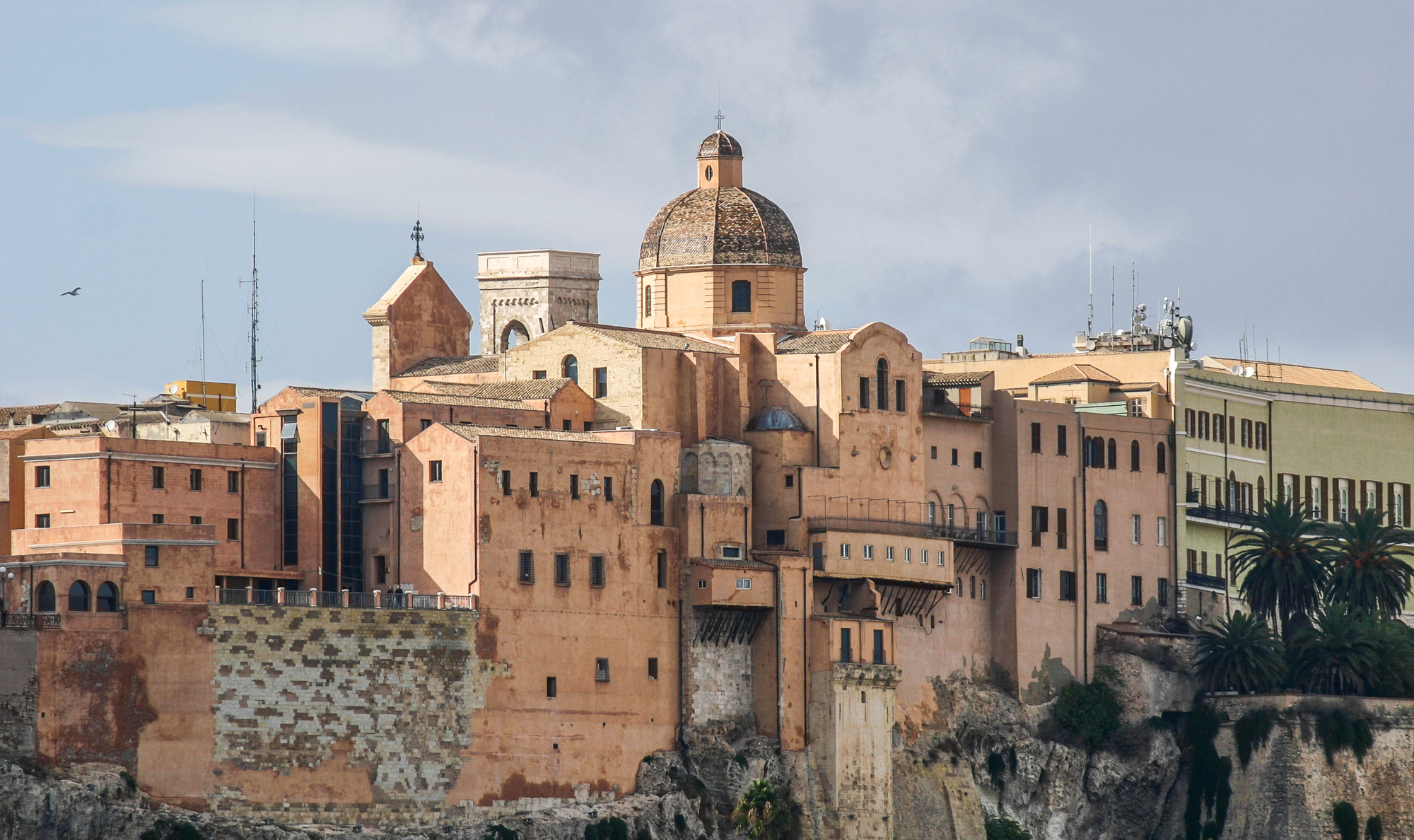
Die Kathedrale in der Altstadt Castello

Der Dom zu Cagliari, die Kathedrale Santa Maria di Castello, ist Bischofskirche des Erzbistums Cagliari und wurde ursprünglich ab 1217 von den Pisanern im romanisch-pisanischen Stil errichtet. Die Kirche stellt ein Konglomerat aus zahlreichen Um- und Ausbauten dar, denn bereits im 14. Jahrhundert erfolgten Umbauten, wie der Einbau des Querhauses und Änderungen an der Fassade. Beim durchgreifenden barocken Umbau ab 1669 errichteten die Spanier 1702–1704 auch die barocke Fassade, von der Reste hinter dem Dommuseum gelagert sind. Diese wurde wegen Baufälligkeit 1903 abgerissen und 1933 in Anlehnung an die Formen der pisanischen Romanik wieder errichtet. Original erhalten sind hingegen der pisanische Architrav des Hauptportals und die Portale der Querhausarme (nördlich pisanisch, südlich gotisch). Über dem Türsturz des südlichen Querhausportals ist die Vorderwand eines römischen Sarkophags eingemauert.
Das Innere des Doms ist völlig im Barockstil umgebaut. Neben dem kunstvollen Boden aus Buntmarmor, dem in Silber getriebenen und sehr fein ziselierten Tabernakel von 1610 aus Palermo und dem getriebenen Silberantependium von 1655 aus Madrid, den Deckengemälden, sakralen Skulpturen und reich verzierten Grabmälern sind vor allem das Altarbild „Retablo della Crocifissione“ mit einer Darstellung der Kreuzigung und der thronenden Madonna von 1528/30 sowie die zwischen 1159 und 1162 geschaffene Marmorkanzel des Bildhauermeisters Guglielmo erwähnenswert. Letztere stand ursprünglich im Dom zu Pisa und wurde 1312 als Geschenk der Pisaner für den Dom nach Cagliari gebracht. Die beim barocken Umbau in zwei Teile zersägte und an die Westwand versetzte Kanzel mit Szenen aus dem Leben Jesu gilt als eines der herausragendsten Werke pisanischer Kunst auf Sardinien. Meister Guillelmus wird bisweilen mit dem Meister Wilhelm von Innsbruck gleichgesetzt, der auch den Schiefen Turm von Pisa errichtet haben soll. Vier steinerne Löwen, die ursprünglich vier der sieben Kanzelsäulen trugen, flankieren nun die Treppe und die Ecken der Presbyteriumstribüne in der Vierung.
Erwähnenswert ist die Krypta. Das Gewölbe ist mit 600 Rosetten verziert, keine gleicht der anderen. Sie beherbergt Grabkammern mit den Überresten von fast 300 sardischen Märtyrern, die im 17. Jahrhundert von der Kirche Basilica di San Saturno in die Krypta umgebettet wurden.

### Basilika

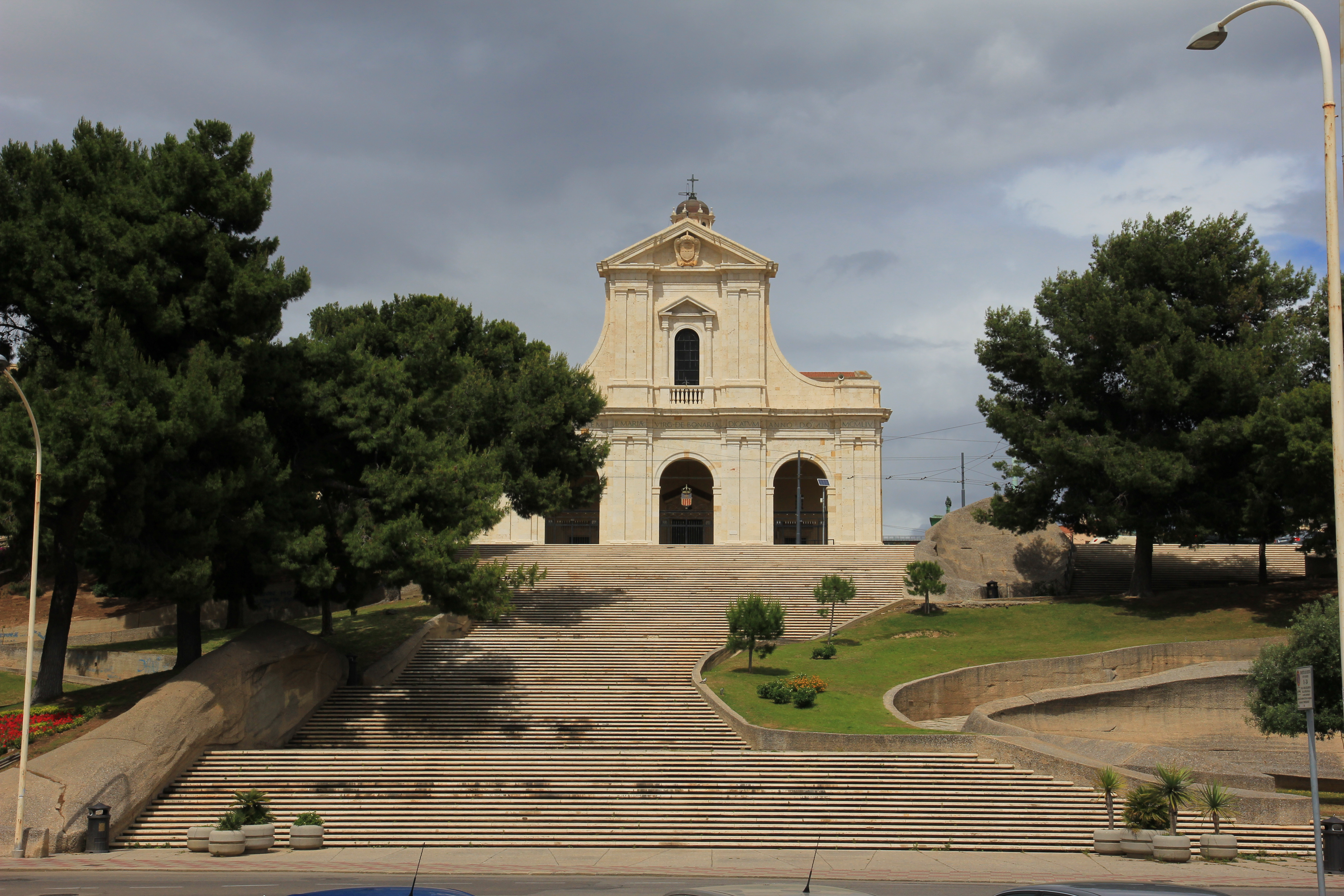
Basilica di Nostra Signora di Bonaria

Die Basilica di Nostra Signora di Bonaria mit ihrer imposanten Barockfassade ist eine viel besuchte Wallfahrtskirche und der sardische Sitz des Mercedarier-Ordens. Von der ausladenden Freitreppe hat man eine wunderbare Aussicht auf den Golfo degli Angeli. Den Namen Nostra Signora di Bonaria erhielt die Basilika von einer Madonnenfigur, die, so erzählt die Legende, in einer stürmischen Nacht 1370 hier angespült worden war. Als die Menschen die Kiste mit der Figur öffneten, stellten sie voller Erstaunen fest, dass die sich in den Händen der Madonna befindliche Kerze noch brannte. So wurde die Madonna die Schutzpatronin der Fischer und Seeleute und schließlich auch der Insel Sardinien.

### Amphitheater

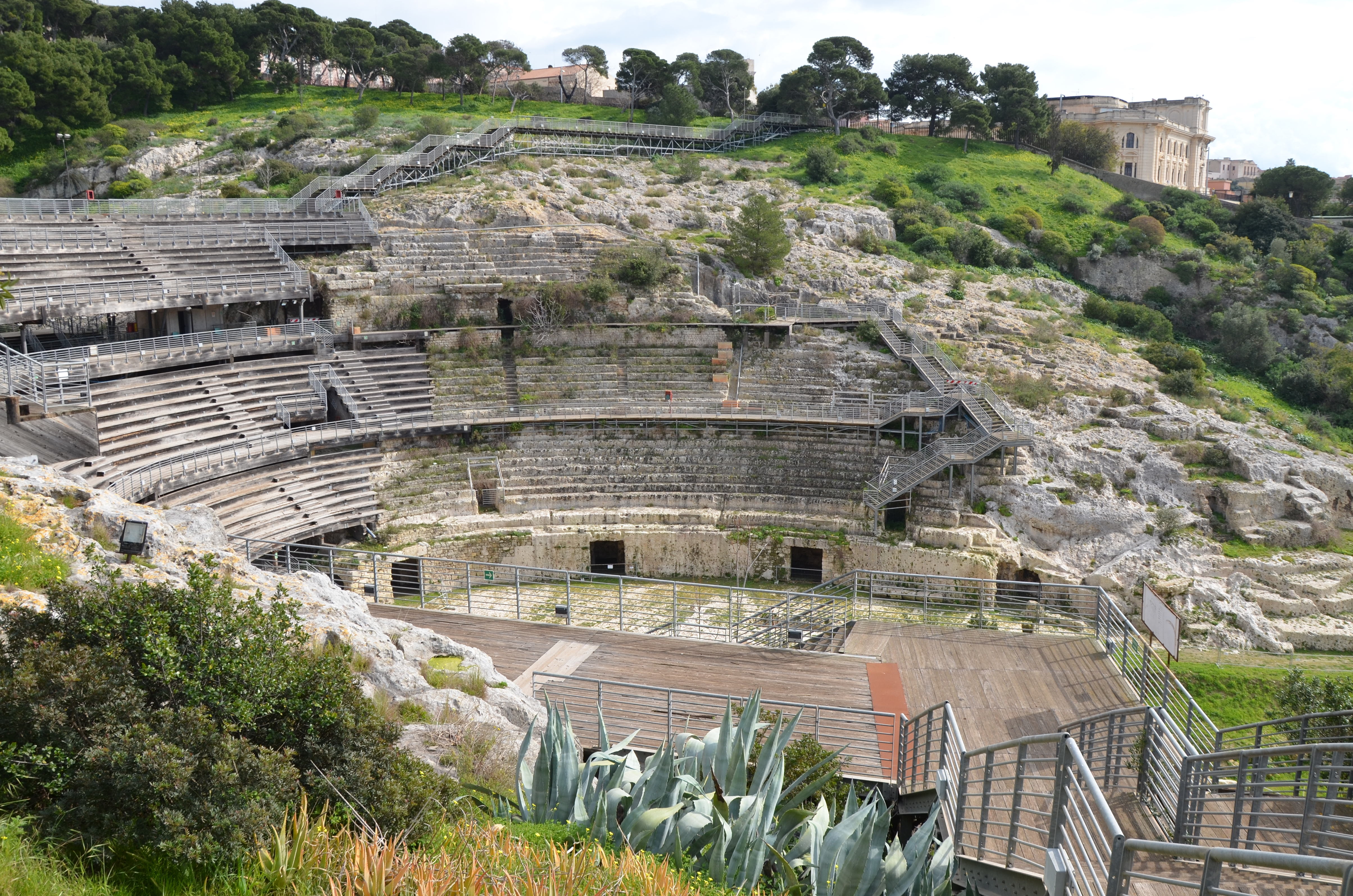
Das Amphitheater

Das Amphitheater (Anfiteatro Romano) gilt als das bedeutendste öffentliche Gebäude des römischen Sardinien. Es wurde direkt in den Hang gebaut, die Sitzreihen sind teilweise in den Stein gehauen. Vom gemauerten Oberbau ist nach der jahrhundertelangen Nutzung als Steinbruch fast nichts erhalten; insbesondere fehlt der in Gänze aus Mauerwerk errichtete südwestliche Teil völlig, der das heute sichtbare Halbrund zum Oval vervollständigte. Daher sind die Abmessungen schwieriger zu ermitteln, die Zahl der Zuschauerplätze ist schwieriger hochzurechnen, und es gibt auch nur wenige Anhaltspunkte für die Datierung. Das Bauwerk maß 92 m in der Längs- und 79 m in der Querachse, woraus sich eine Gesamtfläche von 5769 m² ergibt. Die Arena (die ebene Veranstaltungsfläche im Zentrum) maß 46 m × 31 m mit einer Fläche von 1124 m².
Damit bot das Amphitheater Raum für etwa 8.000, 10.000 oder 12.300 Zuschauer. Selbst Archäologen, die von den gleichen Grundrissmaßen ausgehen, kommen bei ihren Zuschauerberechnungen zu Ergebnissen, die um 50 % differieren. Die Angabe von 20.000 Zuschauern wird dagegen ebenso wie die Behauptung, man habe die Arena mit Wasser füllen und darin Seeschlachten imitieren können, ins Reich der Märchen gehören, die man Touristen erzählte.
Die Datierung war lange umstritten (vom frühen 1. über das 2. bis zum 3. Jahrhundert n. Chr.). Eine stratigraphische Untersuchung im Jahr 2000 soll nun den bereits früher vorgeschlagenen Ansatz in spätflavischer Zeit (spätes 1. Jh. n. Chr.) bestätigt haben. Seine Blütezeit erlebte das Amphitheater während der römischen Kaiserzeit. Später, vom Mittelalter bis in die Zeit der spanischen Herrschaft, wurde es nur noch zur Gewinnung von Baumaterial genutzt und verfiel zunehmend. 1866 wurde es gesäubert und renoviert, dazu kamen Anbauten wie Gänge und Sitzreihen aus Holz, um die archäologische Stätte auch heute noch als Veranstaltungsort nutzen zu können. Im Sommer finden regelmäßig Konzerte, Festivals und Musicalaufführungen vor dieser fantastischen Kulisse statt.

### Türme

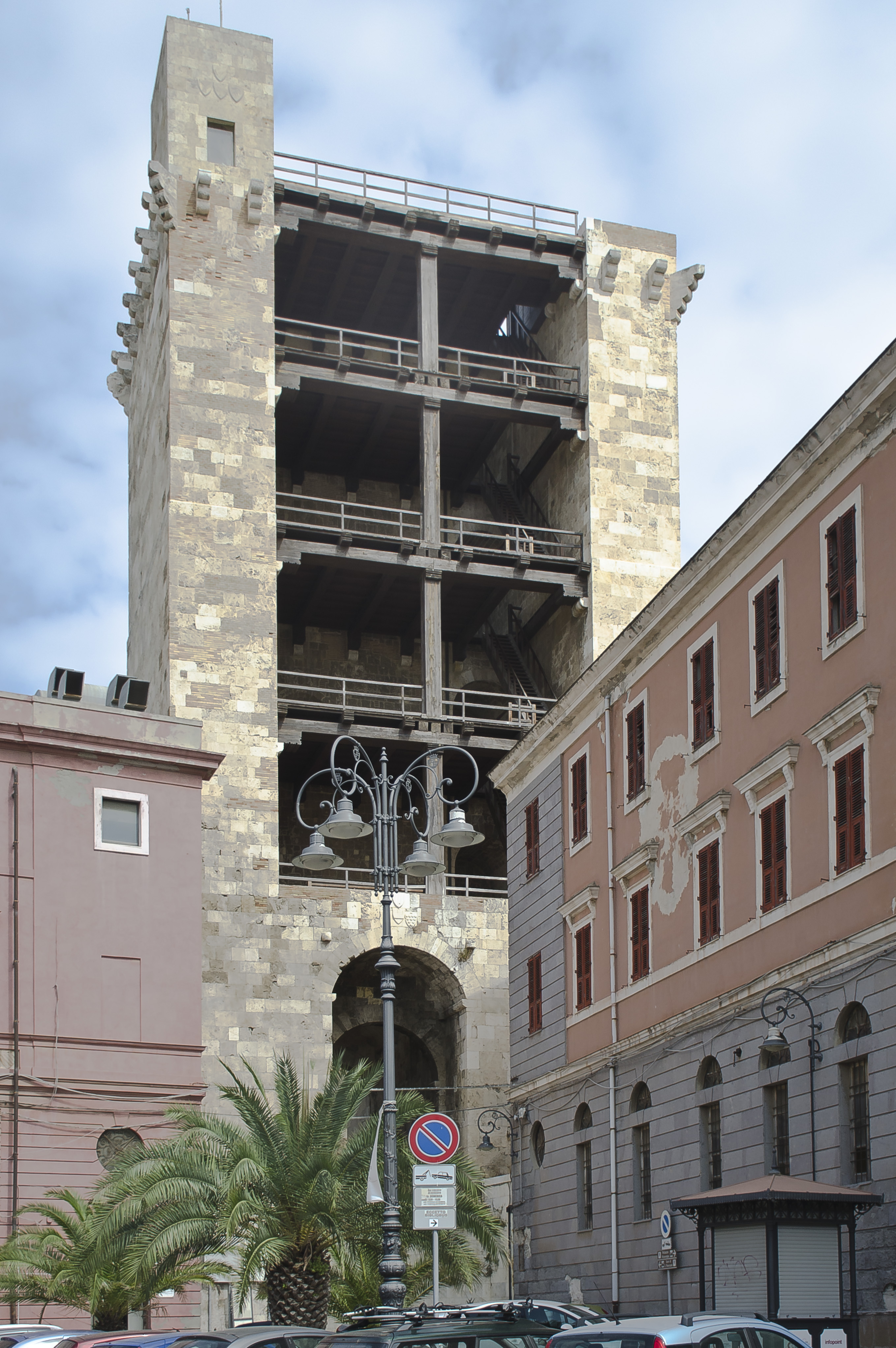
Torre di San Pancrazio

Torre dell’Elefante und Torre di San Pancrazio: Elefantenturm und Pancrazioturm sind Teil der pisanischen Befestigungsanlage aus den Anfangsjahren des 14. Jahrhunderts, Werke des berühmten Architekten Giovanni Capula. Unter den Spaniern fungierten die Türme als Gefängnisse, die Freiflächen davor angeblich als Hinrichtungsplätze. Dafür wurden die Türme auch an der vierten Seite zugemauert und erst 1906 wieder in den Urzustand versetzt. 1999 schließlich erfolgte erneut eine Renovierung. Seitdem dienen sie als Aussichtstürme.
Der Name „Elefantenturm“ leitet sich von dem kleinen Marmorelefanten über dem Tor ab. Warum und seit wann dieser dort steht, ist nicht geklärt. Ein zweites Elefantenbildnis findet sich an der Oberkante der Eingangstreppe: Es handelt sich um ein grobes Steinrelief, welches einen etwas unförmigen Elefanten darstellt.
Die Torre San Pancrazio hat ihren Namen von einer kleinen Kirche in der Nähe des Turmes.

### Bastione di Saint Remy

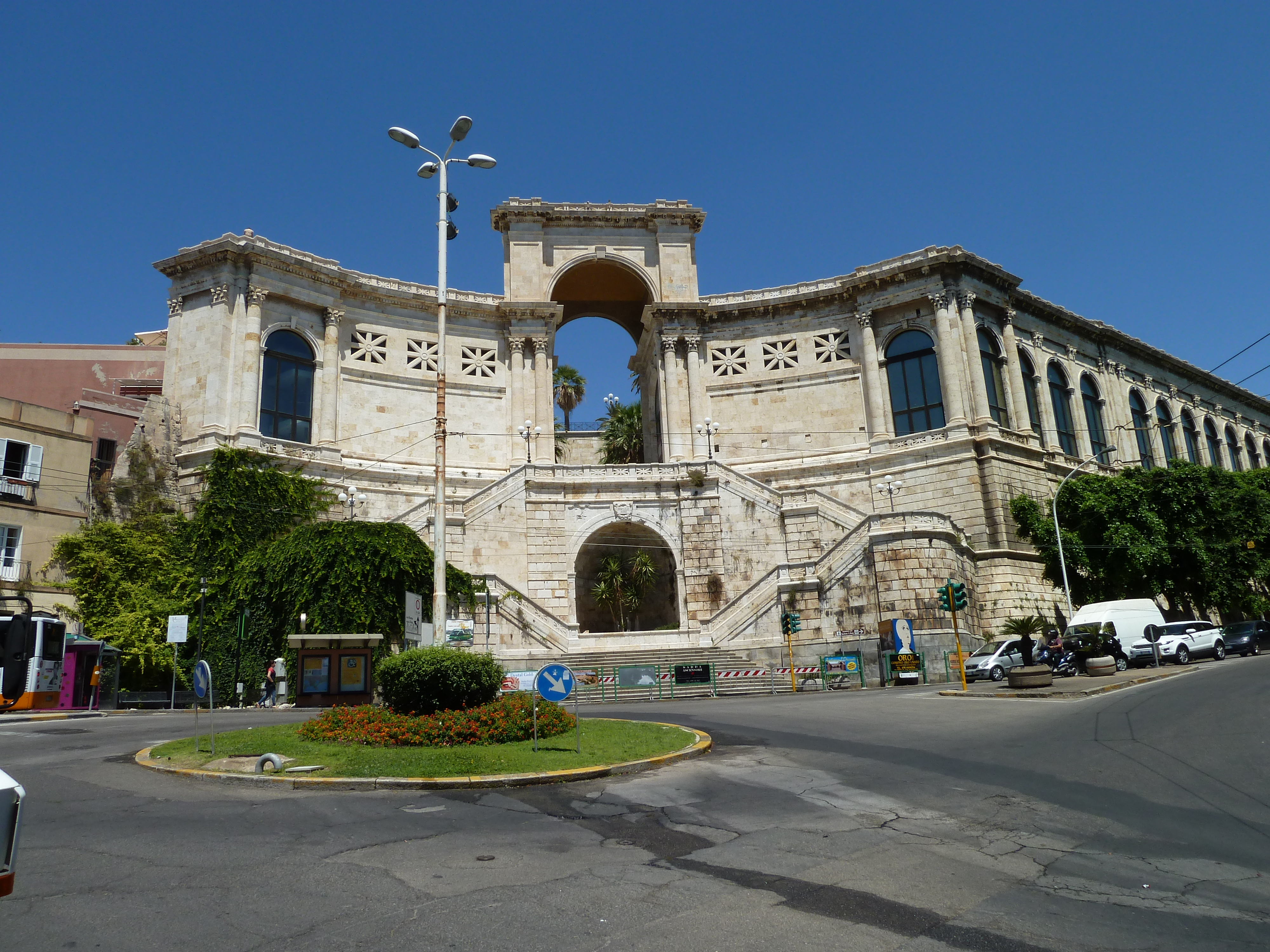
Bastione di Saint Remy

Der bei Touristen und Einheimischen beliebte Platz im klassizistischen Stil wurde 1901 auf die alte Bastion aus piemontesischer Zeit als Aussichtsterrasse und Treffpunkt für die städtische Bevölkerung gebaut.

### Weitere Sehenswürdigkeiten
- Die Kirchen Santa Restituta, Sant’Efisio, Sant’Eulalia, San Saturno, San Giacomo
- Die Kirche San Michele im Viertel Stampace ist ein hervorragendes Beispiel des katalanischen Barock
- Das Castello San Michele
- Das Rathaus Cagliaris und Palazzo di Città (das ehemalige Rathaus im neogotischen Stil), Palazzo Viceregio (Vizeköniglicher Palast)
- Der Botanische Garten (Orto Botanico di Cagliari): 1866 erstmals eröffnet, wurde der Botanische Garten während des Zweiten Weltkriegs zerstört und daher in den darauf folgenden Jahren komplett neu angelegt. Der interessant strukturierte Garten zeigt u. a. einheimische Gewächse, Heilpflanzen, biblische Pflanzen, eine umfangreiche Kakteensammlung sowie seltene Pflanzen der verschiedenen Kontinente. Des Weiteren befinden sich auf dem Gelände archäologische Fundstätten, z. B. Zisternen und eine römische Höhle. Der behindertengerecht eingerichtete Park verfügt über einige Wasserspiele.
- Die Spiaggia del Poetto, der Strand südöstlich von Cagliari und südlich von der Gemeinde Quartu Sant’Elena (mit 70.000 Einwohnern), ist knapp sieben Kilometer lang und fünf bis maximal zwölf Kilometer vom Zentrum der Stadt Cagliari entfernt.
- Die Saline di Quartu, eine Salinen-Landschaft im Parco naturale regionale Molentargius der Metropolregion Cagliari, liegt der Länge nach zwischen dem Strand von Poetto und den vorgenannten städtischen Ansiedlungen.[19] Das Salinen-System wird fortdauernd instand gehalten, die Salzgewinnung wurde 1984 hingegen aufgrund von Verunreinigungen in Bewässerungszuläufen eingestellt. In dieser Landschaft lag zu Zeiten aktiver Bewirtschaftung durch die Menschen deren Wohnort mit der Bezeichnung ‘‘La città del Sale‘‘. Dazu gehört eine Kirche mit Namen: „La chiesa del Santissimo nome di Maria“, die 1934 geweiht, aber 1979 von der römisch-katholischen Kirche aufgegeben wurde.

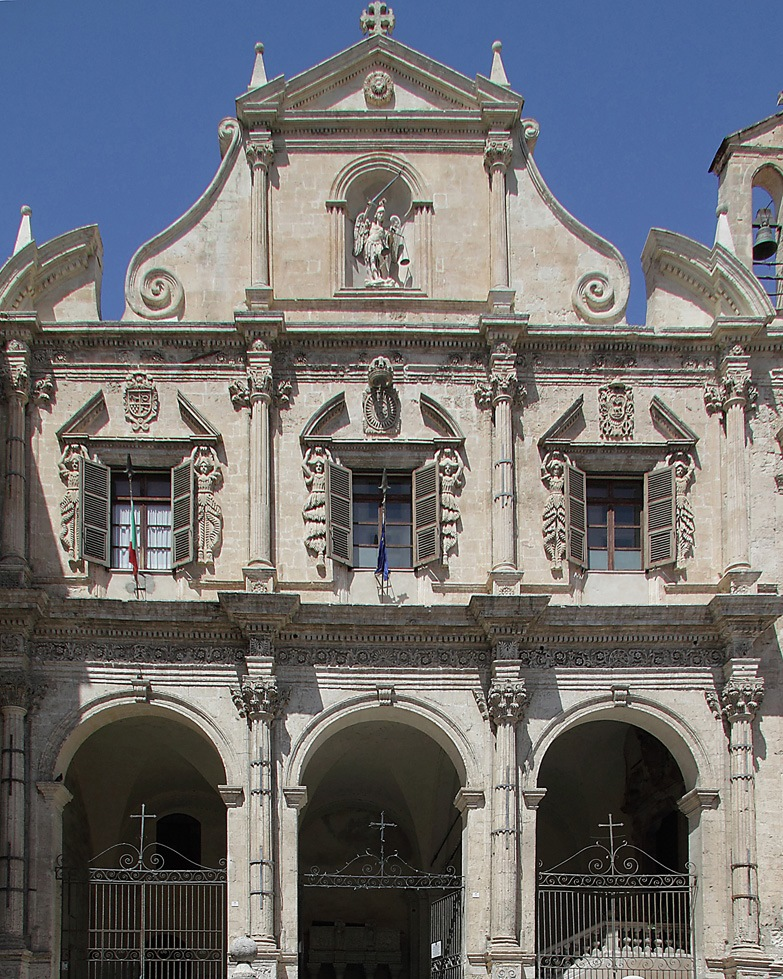
Chiesa di San Michele
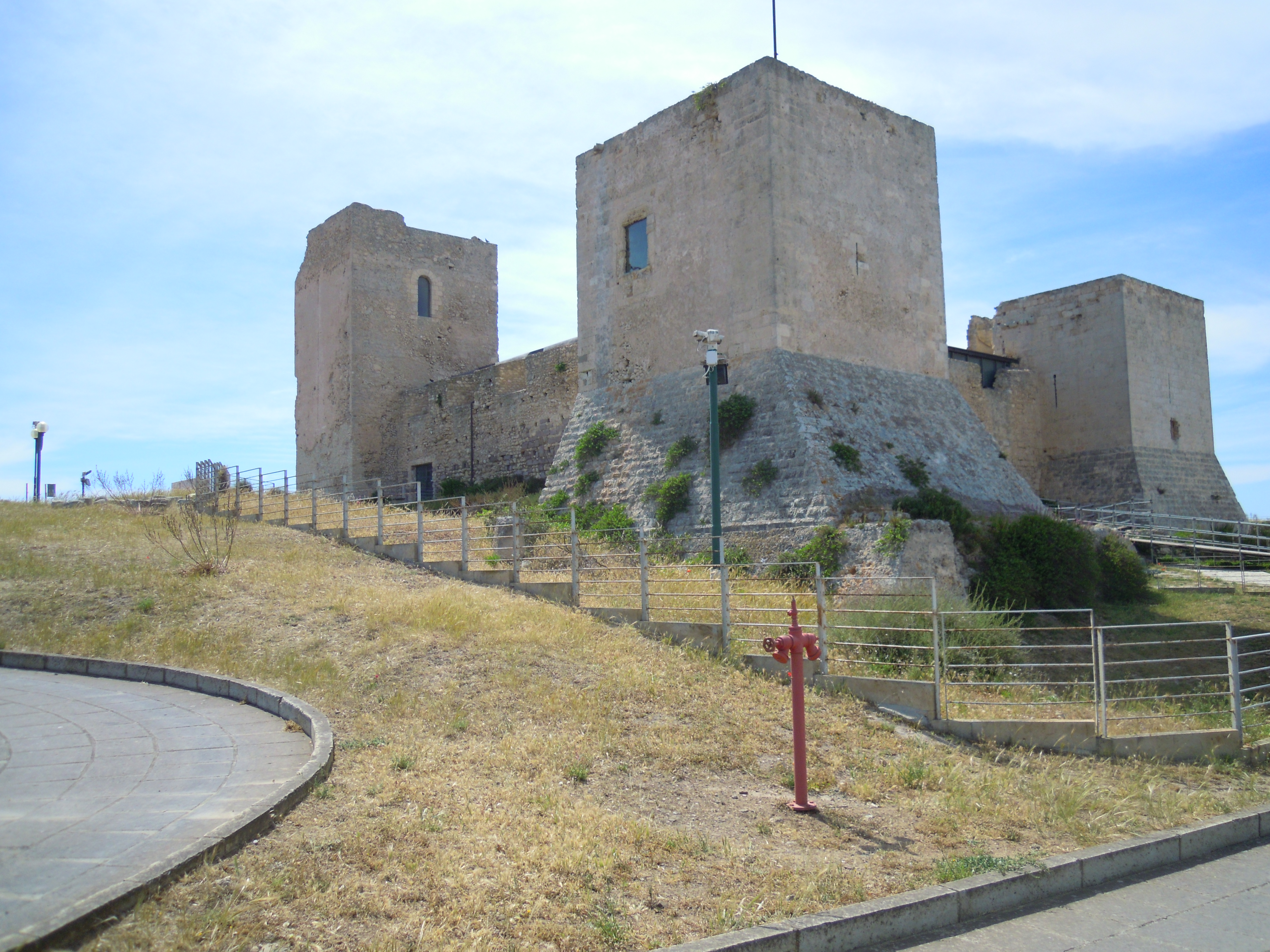
Castello di San Michele
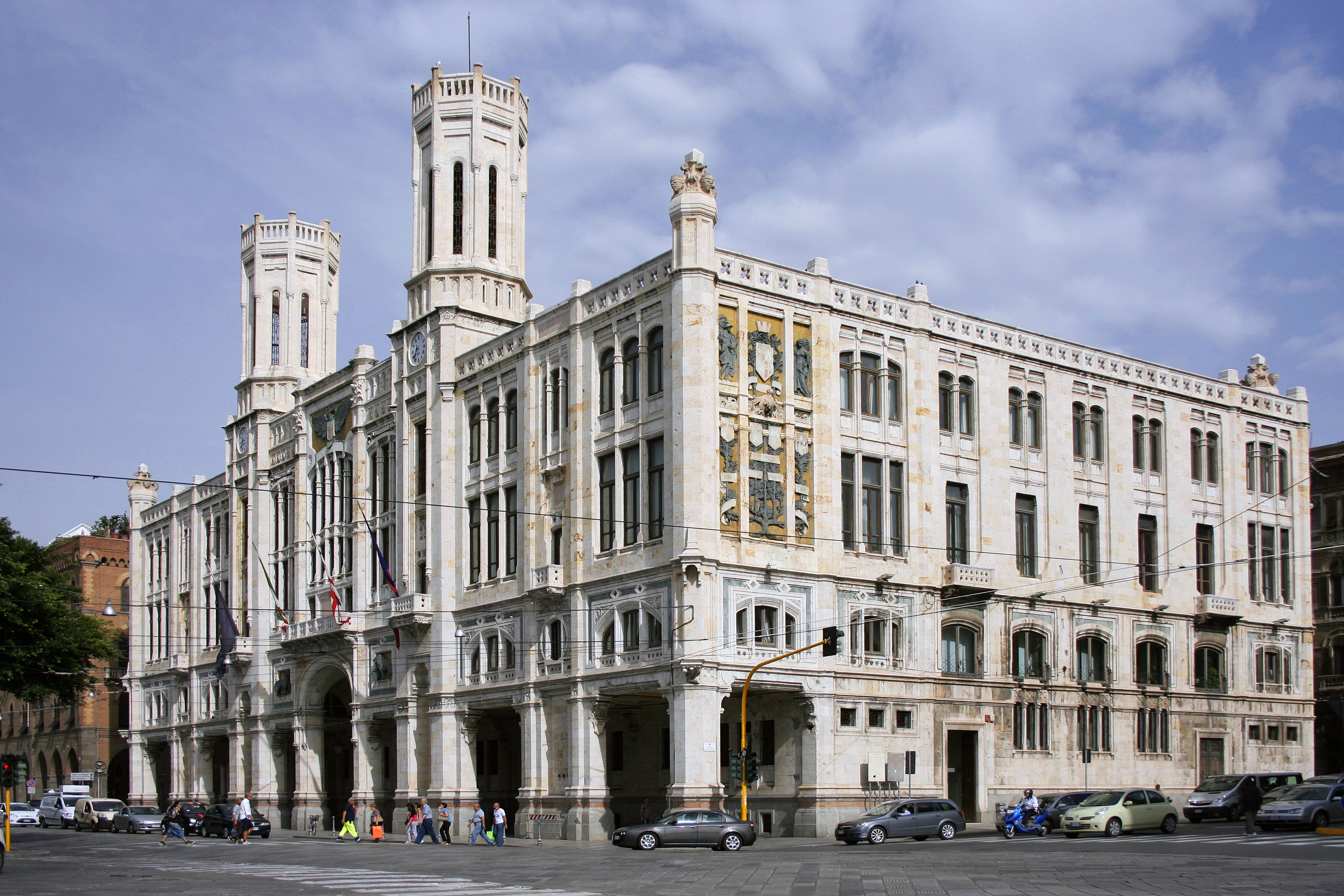
Das Rathaus, der Palazzo Civico
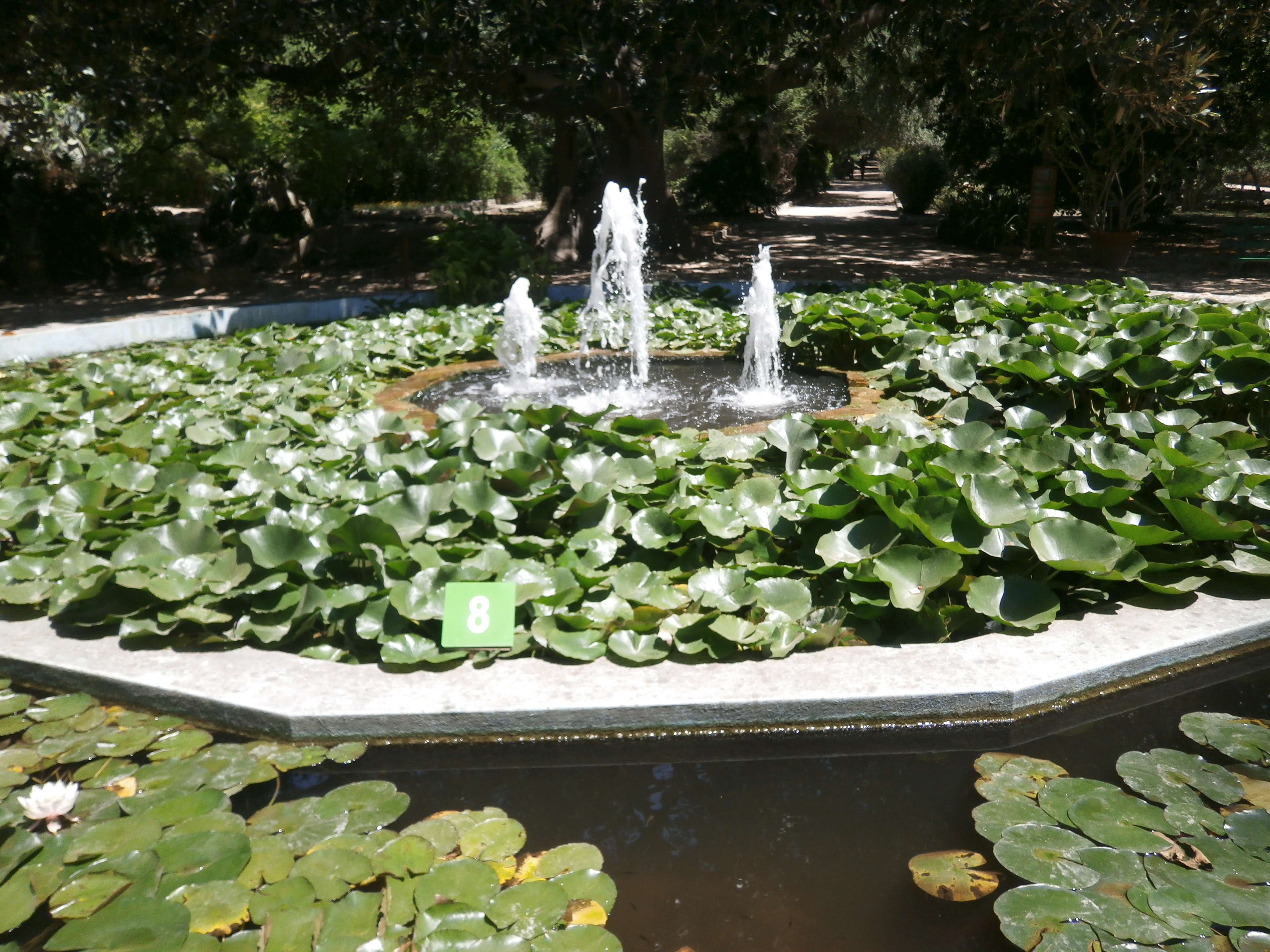
Im Botanischen Garten
Blick auf den Strand von Cagliari: Il Poetto
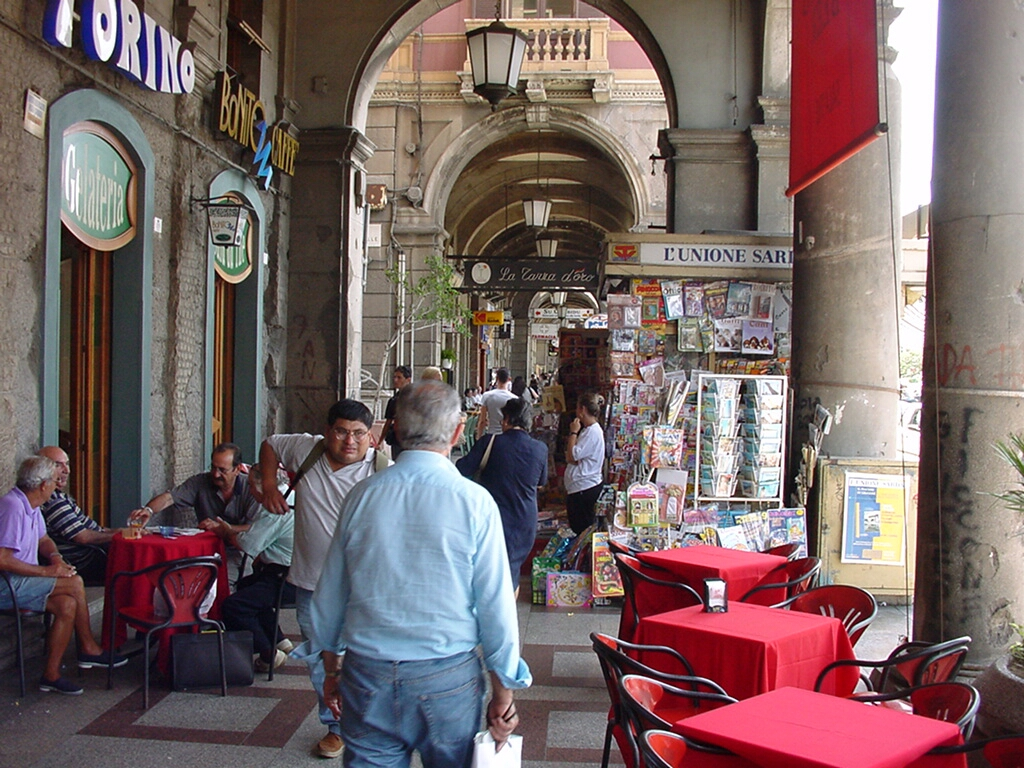
Arkaden in Cagliari
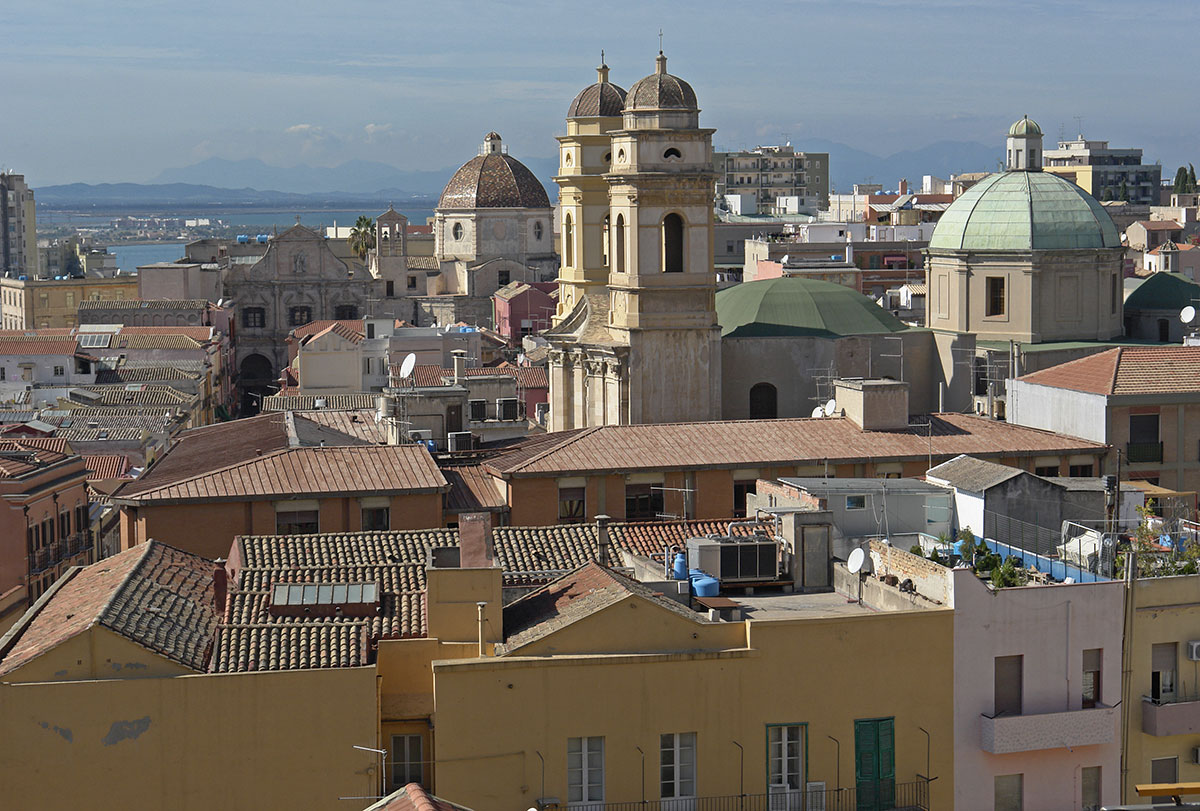
Cagliari, Blick Richtung Westen

## Kunst und Kultur

### Pinakothek

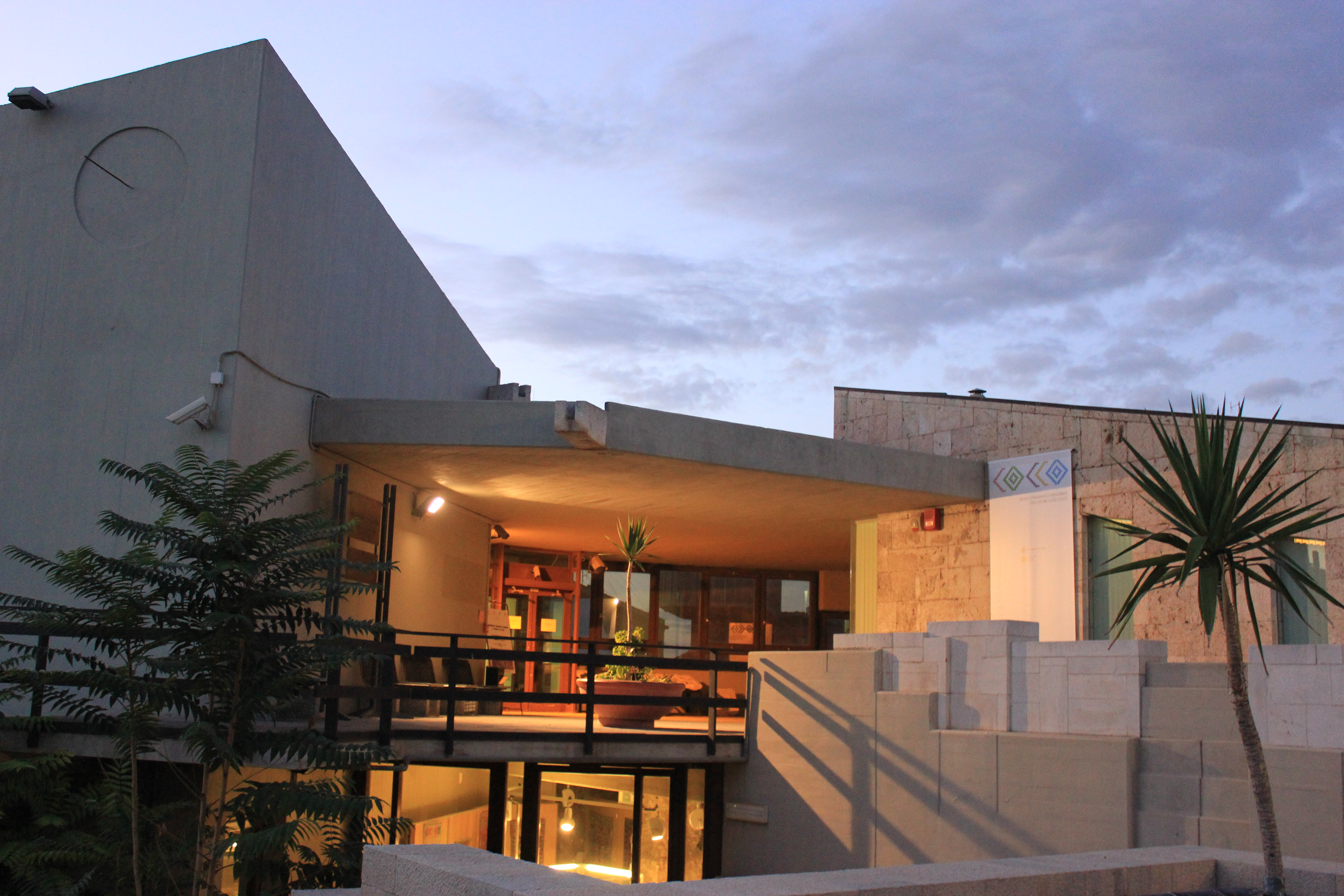
Pinacoteca nazionale di Cagliari

Die Staatliche Pinakothek in Cagliari enthält eine Sammlung alter Gemälde, die ab dem 19. Jahrhundert zusammengetragen wurde. Sie gehört zu dem Komplex der Cittadella dei Musei, eine kulturelle Mehrzweckeinrichtung, die zum einen das Archäologische Museum und die Pinakothek, zum anderen das Dipartimento di Scienze Archeologiche e Storico-artistiche und die Scuola di Specializzazione di Studi Sardi der Universität Cagliari, das Regionale Volkskundemuseum und das Museum für siamesische Kunst miteinander verbindet. Das Museumsprojekt im Sitz des ehemaligen Arsenale militare (Zeughaus) wurde nach einem Entwurf der Architekten Piero Gazzola und Libero Cecchini ab 1979 realisiert.

### Centro Culturale Man Ray
Zentrum für moderne und zeitgenössische Kunst, in dem neben Ausstellungen auch Seminare, Studienkonkresse und Kurse zur bildenden Kunst, Fotografie und zu Film und Video angeboten werden. Angeschlossen ist die Man Ray Photo School, die Fotografen, Videokünstler und Cinematografen ausbildet.

### Oper

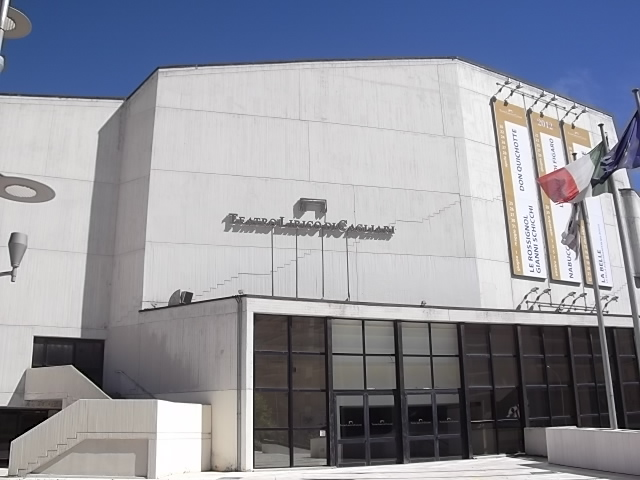
Das Teatro Lirico di Cagliari

Cagliari spielt eine führende Rolle im sardischen Kulturleben. Im Opernhaus der Stadt, dem Teatro Lirico di Cagliari, einem der modernsten im ganzen Mittelmeerraum und dem wichtigsten der Insel, werden Opernaufführungen und Konzerte von internationalem Niveau geboten. Die Opernsaison beginnt jedes Jahr mit einer Erstaufführung, die nicht nur für die Insel, sondern für ganz Italien von großem Interesse ist. Im September 1993 wurde das moderne Opernhaus nach Plänen der Architekten Bergamaschi, Ginoulhaic und Galmozzi eröffnet. Im Parkett und in den zwei Logen finden 1650 Besucher Platz.

### Feste und Bräuche
Das berühmteste Fest in Cagliari ist das Fest des Heiligen Ephesius, Sant’Efisio, am 1. Mai.

## Sport
Der Fußballklub Cagliari Calcio wurde 1920 gegründet und war 1970 italienischer Fußballmeister. Er spielt seit der Saison 2016/2017 erneut in der höchsten italienischen Spielklasse, der Serie A. Die Heimspiele finden im Stadium Unipol Domus statt.

## Wirtschaft
Cagliari ist als sardische Inselhauptstadt Verwaltungssitz zahlreicher Ämter, Ministerien und Institutionen. Außerdem ist die Inselhauptstadt Warenumschlagplatz mit Freihandelshafen und besitzt einen der größten Fischmärkte Italiens. Zu der vielfältigen Industrieproduktion in der Stadt gehören auch Fabriken zahlreicher international operierender Konzerne. Cagliari ist Sitz der italienischen IT-Firma Tessellis. Die zahlreichen Baudenkmäler und die Lage am Meer machen auch den Tourismus zu einem wichtigen Wirtschaftszweig.

## Verkehr

### Schiff

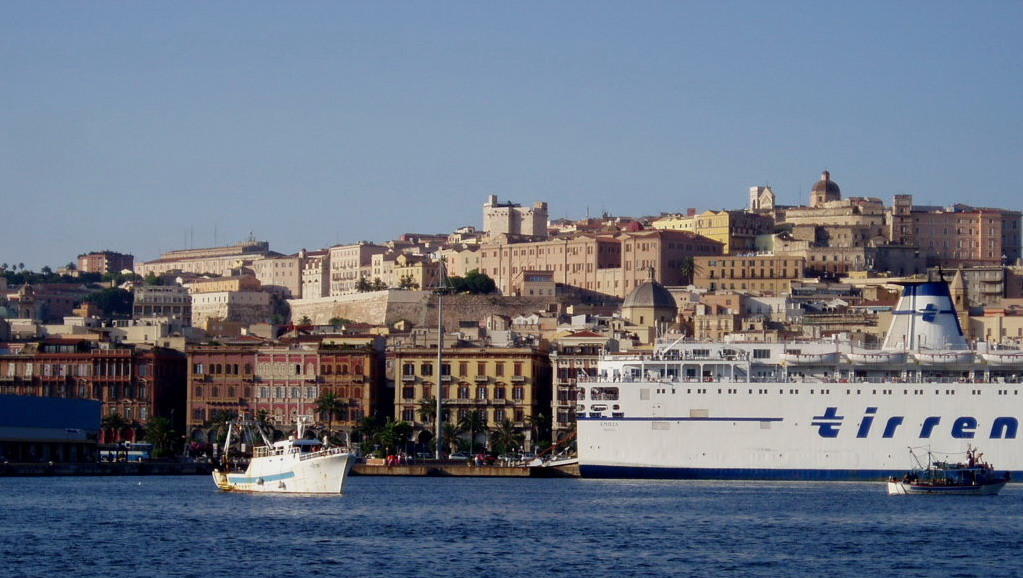
Cagliari vom Meer aus gesehen

Der Hafen von Cagliari bietet Fährverbindungen nach Palermo, Neapel, Arbatax, Civitavecchia und Trapani an. Er verfügt über eines der größten Containerterminals des Mittelmeerraums.

### Straße
Cagliari ist Ausgangspunkt der weitgehend autobahnähnlich ausgebauten SS131, die sich hinter Oristano in einen Zweig über Macomer nach Sassari und einen (SS131DCN = „Diramazione Centrale Nuorese“) über Nuoro nach Olbia gabelt, damit das Rückgrat des sardischen Straßennetzes darstellt. Eine weitere Schnellstraße (SS130) führt nach Iglesias. Diese beiden und weitere Fernstraßen sind durch eine großzügige Umgehungsstraße miteinander verbunden, die Cagliari und die Nachbarstadt Quartucciu auf der Landseite umschließt.

### Schiene
Das Normalspurnetz der Italienischen Staatsbahn (FS) verbindet Cagliari über die große Nord-Süd-Strecke via Oristano und Ozieri-Chilivani mit Sassari und Porto Torres sowie Olbia und Golfo Aranci. Auf dieser Linie verkehrt der Servizio ferroviario metropolitano di Cagliari. Eine Schmalspurstrecke der Ferrovie della Sardegna (FdS) verbindet Cagliari mit Mandas und Isili, wo sich zwei nur noch saisonal als Touristenattraktion Trenino Verde betriebene Strecken nach Arbatax und Sorgono anschließen.

### Öffentlicher Nahverkehr

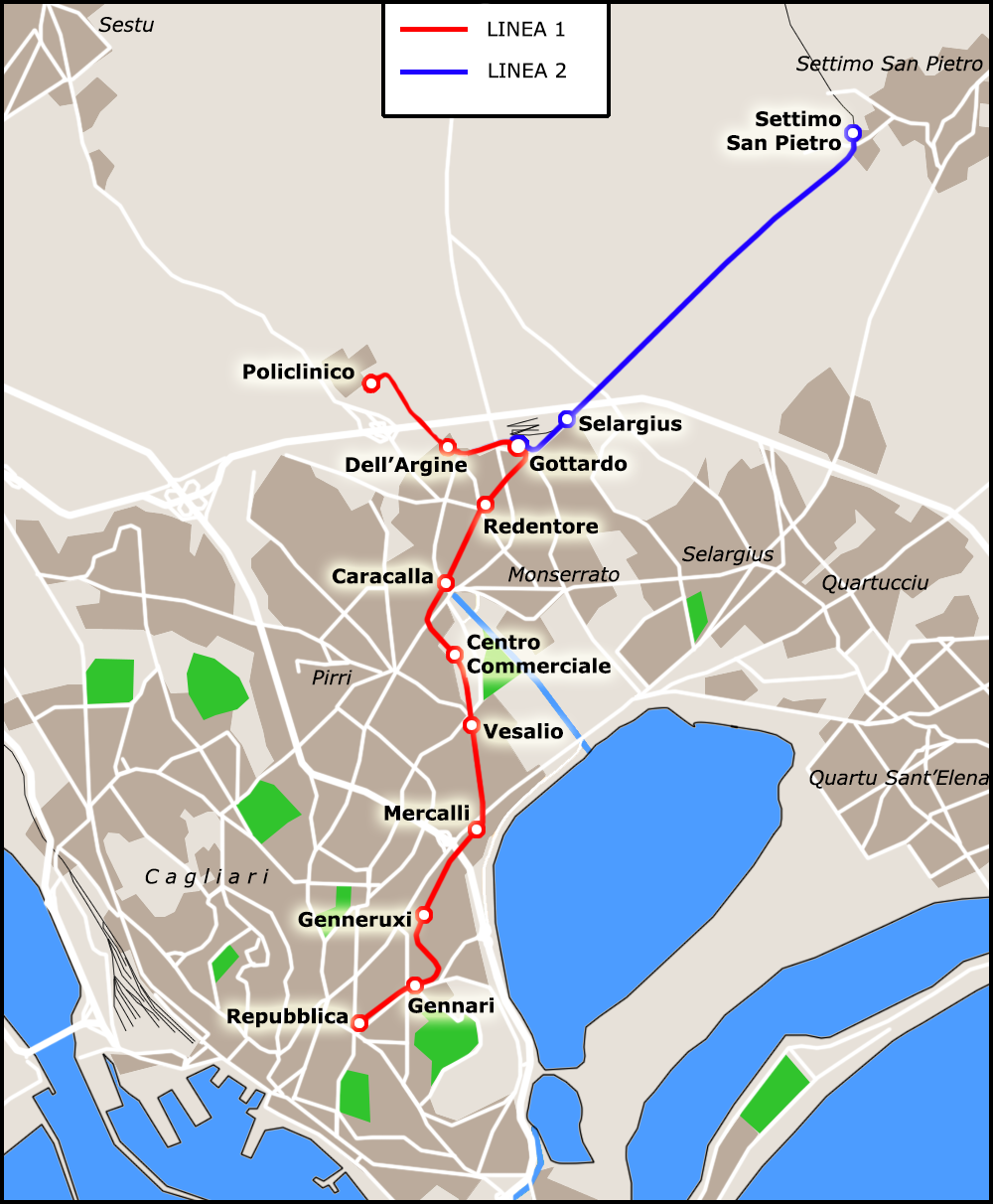
Streckenplan der MetroCagliari

Der innerstädtische Teil der Schmalspurstrecke nach Isili wurde zwischen den Stationen Repubblica und San Gottardo zum ersten Abschnitt der modernen Stadtbahn MetroCagliari ausgebaut, die 2008 eröffnet wurde. Eine Verlängerung von San Gottardo zum Universitätsklinikum wurde am 14. Februar 2015 eröffnet. Eine zweite Linie von San Gottardo nach Settimo San Pietro kam am 3. April 2015 hinzu, eine südliche Verlängerung der ersten Linie durch die Innenstadt zum Bahnhof ist im Bau. Im Endausbau sind vier Linien vorgesehen.
Der Busverkehr in der Stadt erfolgt auf einigen Linien mit O-Bussen.

### Flugzeug
Der internationale Flughafen im Nachbarort Elmas heißt Aeroporto di Cagliari-Elmas „Mario Mameli“ und bietet regelmäßige Verbindungen nach Köln, Düsseldorf, München oder Genf an.

## Persönlichkeiten
Bekannte Persönlichkeiten der Stadt sind in der Liste von Persönlichkeiten der Stadt Cagliari aufgeführt.

## Klimatabelle
|                       | Jan  | Feb  | Mär  | Apr  | Mai  | Jun  | Jul  | Aug  | Sep  | Okt  | Nov  | Dez  |   |      |
| Mittl. Tagesmax. (°C) | 14,1 | 14,7 | 16,1 | 18,4 | 22,3 | 26,6 | 29,6 | 29,8 | 26,9 | 22,8 | 18,2 | 15,1 | ⌀ | 21,3 |
| Mittl. Tagesmin. (°C) | 5,7  | 6,2  | 7,2  | 9,1  | 12,3 | 16,1 | 18,6 | 19,1 | 17,0 | 13,7 | 9,5  | 6,8  | ⌀ | 11,8 |
|                       |      |      |      |      |      |      |      |      |      |      |      |      |   |      |
| Niederschlag (mm)     | 46   | 57   | 44   | 37   | 24   | 9    | 3    | 9    | 31   | 56   | 56   | 55   | Σ | 427  |
|                       |      |      |      |      |      |      |      |      |      |      |      |      |   |      |
| Sonnenstunden (h/d)   | 4,4  | 4,8  | 6,0  | 7,1  | 8,7  | 9,6  | 10,8 | 10,0 | 8,2  | 6,4  | 4,9  | 4,1  | ⌀ | 7,1  |
|                       |      |      |      |      |      |      |      |      |      |      |      |      |   |      |
| Regentage (d)         | 8    | 8    | 7    | 6    | 4    | 2    | 1    | 1    | 4    | 6    | 8    | 8    | Σ | 63   |
|                       |      |      |      |      |      |      |      |      |      |      |      |      |   |      |
| Wassertemperatur (°C) | 14   | 13   | 14   | 15   | 17   | 20   | 23   | 24   | 23   | 21   | 18   | 15   | ⌀ | 18,1 |
|                       |      |      |      |      |      |      |      |      |      |      |      |      |   |      |
| Luftfeuchtigkeit (%)  | 79   | 78   | 75   | 75   | 73   | 69   | 67   | 69   | 75   | 76   | 77   | 79   | ⌀ | 74,3 |

| 5,7 |

| 6,2 |

| 7,2 |

| 9,1 |

| 12,3 |

| 16,1 |

| 18,6 |

| 19,1 |

| 17,0 |

| 13,7 |

| 9,5 |

| 6,8 |

| 5,7 |

| 6,2 |

| 7,2 |

| 9,1 |

| 12,3 |

| 16,1 |

| 18,6 |

| 19,1 |

| 17,0 |

| 13,7 |

| 9,5 |

| 6,8 |